# 1991 BK
1991 BK är en asteroid i huvudbältet som upptäcktes den 19 januari 1991 av de båda japanska astronomerna Tsutomu Hioki och Shuji Hayakawa vid Hidaka-observatoriet.